# Тарасов, Николай Васильевич
Николай Васильевич Тарасов — советский военный, государственный и политический деятель, генерал-майор.

## Биография
Родился в 1923 году в Кончанском. Член КПСС.
С 1941 года — на военной службе, общественной и политической работе. В 1941—1977 гг. — курсант 2-го Ленинградского артиллерийского училища (1942), участник Великой Отечественной войны в составе войск Брянского, Воронежского, Сталинградского, Южного, Степного и 2-го Украинского фронтов курсант Артиллерийской академии им. Ф. Э. Дзержинского, командир дивизиона, начальник штаба части, полигона, командир 10-й ракетной дивизии, курсант курсов усовершенствования руководящего состава при Военной академии им. Ф. Э. Дзержинского, заместитель начальника оперативного управления Главного штаба РВСН.
Делегат XXIII съезда КПСС.
Умер в Москве в 1977 году.